# 2000 في تشيلي
فيما يلي قوائم الأحداث التي وقعت خلال عام 2000 في تشيلي.

## سياسة

### تعيين في المنصب
- 11 مارس – إدواردو فراي رويز تاجل عضو مجلس الشيوخ التشيلي ‏.
- 11 مارس – ريكاردو لاغوس رئيس تشيلي.
- 11 مارس – لويزا دوران First Lady of Chile [الإنجليزية]‏.
- 11 مارس – ميشال باشليت وزير الصحة ‏.

### انتهاء فترة المنصب
- 11 مارس – إدواردو فراي رويز تاجل رئيس تشيلي.

## رياضة
- 1 يناير – الدوري التشيلي لكرة القدم 2000 الفائز نادي أونيفرسيداد دي تشيلي.
- 1 يناير – بطولة العالم للناشئين لألعاب القوى 2000

## مواليد

### يناير
- 31 يناير – خوسيه أغيليرا

### فبراير
- 15 فبراير – بينجامين كام

### يوليو
- 20 يوليو – كارلوس بالاسيوس لاعب كرة قدم تشيلي.

## وفيات

### يناير
- 1 يناير – فرنسيسكو ادريانو كارو (مواليد 1870) سياسي تشيلي.

### أبريل
- 5 أبريل – إليسا بريتون (مواليد 1906) فنانة فرنسية.

### سبتمبر
- 13 سبتمبر – بيدرو موراليس توريس (مواليد 1932) مدرب كرة قدم تشيلي.